# Comandamentul Național Unificat al Intifadei
Comandamentul Național Unificat al Intifadei (CNUI) (în arabă القيادة الوطنية الموحدة, translit. al-Qiyada al Muwhhada) a fost o coaliție de lideri locali palestinieni în timpul Primei Intifade care a jucat un rol important în mobilizarea sprijinului popular pentru revoltă. În 1987, Intifada a luat prin surprindere Organizația pentru Eliberarea Palestinei (OEP), conducerea acesteia, exilată în afara țării, neputând influența evenimentele decât în mod indirect. Din acest motiv a apărut o nouă conducere locală, intitulată Comandamentul Național Unificat al Intifadei și alcătuită din lideri ai diferitelor facțiuni palestiniene. Tulburările, inițial spontane, au intrat curând sub conducerea locală a grupărilor și organizațiilor locale loiale OEP care operau în Cisiordania și Fâșia Gaza: Fatah, Frontul Popular, Frontul Democratic și Partidul Comunist Palestinian. CNUI a fost punctul central al coeziunii sociale care a susținut perturbările persistente. După ce Regele Hussein al Iordaniei a proclamat separarea administrativă și legală a Cisiordaniei de Iordania, în 1988, CNUI s-a organizat pentru a umple golul politic rezultat.
Membrii comandamentului au rămas în anonimat și numele lor nu sunt cunoscute majorității palestinienilor. Participarea lor la revolta populară a fost ținută secretă pentru a nu deveni subiectul arestării și expulzării de către Israel.

## Nașterea comandamentului
Timp de aproximativ o lună de la începerea revoltelor, fiecare organizație a OEP a acționat independent de celelalte, în timp ce notabilitățile oficiale și-au recunoscut în mod public marginalizarea totală. Abia spre sfârșitul primei luni a Intifadei au apărut idei privind înființarea unui comandament comun al partizanilor OEP; deși apărute concomitent, aceste idei erau încă de factură independentă. Aceste propuneri nu au fost de fapt fructul unor decizii luate de eșaloanele superioare ale organizațiilor și grupărilor în cauză și nici al vreunei discuții între formațiunile membre ale OEP. Comunicatul nr. 1, care constituie primul apel la constituirea acestei noi structuri, a fost în realitate un text unilateral emis de Fatah, semnat de „Forțele Naționale [sau Patriotice] Palestiniene” (Al-Quwâ al-Wataniyya al-Filastîniyya). Datat 8 ianuarie 1987, Comunicatul nr. 1 a fost scris de Abdallah Awad, Salah Zuhayka, reverendul 'Uda Rantisi și Sari Nusseibeh. Documentul a fost imprimat de frații Musa și Ali Darwiș, tipografii obișnuiți ai diverselor mișcări politice, la Isawiya, un cartier din Ierusalim.
Sari Nusseibeh, fost rector al Universității Al-Quds, a înregistrat într-un articol din 1989 nașterea CNUI:
„De două săptămâni flacăra [revoltei] atinsese proporții nebănuite. Chiar și comitetele populare locale, activiștii și liderii fuseseră luați pe nepregătite. ... Primii fluturași subterani ai intifadei și-au făcut apariția timid. ... A fost publicat și Comunicatul nr. 2 al Intifadei. Zvonurile spun că în acest stadiu, prin consultări cu și cu ajutorul și binecuvântarea lui Abu Jihad [Khalil Wazir, numărul 2 din Fatah] a fost conceput și creat Comandamentul Unificat. ... Comunicatul nr. 3, care consacră nașterea Comandamentului Unificat, a fost publicat și el. Fluturașii revoltelor au căpătat dintr-o dată un format special, care continuă să existe până în această zi”.

## Preluarea de către OEP
De la apariția sa, comandamentul a fost obligat să acționeze în clandestinitate, nu doar pentru a evita represaliile israeliene, dar și pentru a le evita pe cele ale liderilor din exil ai OEP, care se temeau că și-ar putea pierde rolul de forță conducătoare în teritoriile palestiniene ocupate. Pentru ei, Comandamentul Unificat al Intifadei trebuia să supraviețuiască doar ca să execute deciziile conducerii din exil. Yasser Arafat, de exemplu, a cerut ca toate pliantele distribuite de Comandamentul Unificat să poarte și semnătura OEP pe lângă cea a comandamentului. 
S-a ivit și o polemică privind statutul comandamentului. Arafat l-a definit drept un simplu braț al OEP, adică un instrument de execuție golit de orice putere proprie, dar acest lucru a fost refuzat de partizanii comandamentului. Un asistent al Universității Bir Zeit a încercat să propună o formulă după care Comandamentul Unificat ar fi fost definit drept unul din organele sau o parte a trupului OEP, lucru refuzat de conducerea Organizației pentru Eliberarea Palestinei, deoarece ar fi însemnat că membrii comandamentului ar fi devenit partenerii dotați cu o anumită putere ai conducerii OEP, și nu simple persoane care execută niște ordine.
În această situație, conducerea locală a Comandamentului Unificat a început să-și piardă independența, controlul său fiind preluat treptat de OEP și nici unul din membrii săi nu se poate prezenta ca un erou independent al Intifadei. În plus, Arafat s-a opus mobilizării opiniei publice în favoarea lor. Comandamentul a explicat concepția sa prin primele sale două comunicate: OEP hotărăște obiectivele politice și gestionează diplomația palestiniană, iar comandamentul se ocupă de structurarea mobilizării revoltei în teritoriile palestiniene și îi stabilește acesteia obiective punctuale de îndeplinit. Conform acestei concepții, nu există o ierarhie ci doar o diviziune a sarcinilor.
În paralel, Mișcarea Islamică de Rezistență Hamas a sfidat mișcarea națională seculară, mai ales în Gaza, și a căutat și ea să preia conducerea Intifadei în zonele în care gruparea avea influență.

## Organizare
Încă de la jumătatea anului 1987, înainte de izbucnirea primei Intifade, politicianul palestinian Faisal Husseini a venit cu ideea înființării unei conduceri centrale care să dirijeze diferitele comitete de coordonare ale facțiunilor palestiniene. Acest proiect, întrerupt ca urmare a arestării sale, a permis ulterior Comandamentului Unificat al Intifadei să umple golul creat. Anumiți activiști, precum Muhammad Labadi, vedeau Comandamentul Unificat drept o construcție capabilă să dea ordine diferitelor organizații care activau în teritoriile palestiniene, în timp ce Fatah o vedea mai degrabă ca pe afirmarea revendicărilor populației. Diferitele facțiuni au căzut de acord să-i ofere funcția de ghid al tuturor palestinienilor din teritoriile ocupate. Frontul Popular pentru Eliberarea Palestinei a propus organizarea unor alegeri secrete pentru a-i desemna pe membrii comandamentului, dar această idee, fiind dificil de realizat, a fost abandonată.
În consecință, fiecare din cele patru formațiuni care alcătuiau OEP a trebuit să numească un reprezentant. Cei patru reprezentanți aveau același statut, indiferent de ponderea organizației din care proveneau, iar organizațiile mai mici, precum Partidul Comunist Palestinian, aveau dreptul de veto. Comandamentul nu a numit un președinte, dar a fost guvernat de un sistem prin rotație și fiecare organizație își dirija membrii fără amestecul celorlalte.
Rivalii OEP în această activitate erau organizațiile islamice Hamas și Jihadul Islamic. OEP privea în general celelalte organizații sau conducerile locale ale unor orașe precum Beit Sahour și Betleem ca pe o amenințare directă față de poziția sa politică predominantă. Totuși, revolta a fost gestionată mai ales de consilii locale conduse de Hanan Ashrawi, Faisal Husseini și Haidar Abdel-Shafi, care promovau rețele de educație independente (școli secrete, deoarece școlile legale erau închise de armata israeliană drept represalii pentru revoltă), asistență medicală și alocații de hrană. Comandamentul Național Unificat al Intifadei a câștigat credibilitate în locurile în care societatea palestiniană a respectat comunicatele emise.
Liderii OEP din Tunisia lansau comunicate pentru CNUI prin intermediul postului de radio Al-Quds, care opera cu ajutor sirian.

### Activități
În Beit Sahour, CNUI și Ghassan Andoni au încurajat populația să nu mai plătească taxe și impozite către Israel, care moștenise și modificase regimul anterior de colectare a taxelor instituit de Iordania în perioada anexării Cisiordaniei. „Nici o taxare fără reprezentare” afirma o declarație făcută publică de organizatori. „Autoritățile militare nu ne reprezintă, nu noi le-am invitat să vină pe pământul nostru. Trebuie să plătim gloanțele care ne ucid copiii sau cheltuielile armatei de ocupație?” Locuitorii din Beit Sahour au răspuns acestui apel printr-o grevă fiscală extinsă la scara întregului oraș și care includea refuzul de a depune declarațiile de venit sau de a plăti taxele datorate.
Ministrul israelian al Apărării, Yitzhak Rabin, a răspuns: „Îi vom învăța că există un preț pentru refuzarea legilor Israelului”.

## Comandamentul din Gaza
La puțină vreme după înființarea Comandamentului Național Unificat al Intifadei în Cisiordania, Frontul Democratic pentru Eliberarea Palestinei (FDEP) a creat un comandament similar și în Fâșia Gaza, grație în special lui Muhammad Labadi, care a inițiat acest proces prin intermediul lui Jamal Zakut, cumnatul său și militant activ al FDEP. Zakut își imagina o organizație care să cuprindă reprezentanții tuturor grupărilor care activau în Fâșia Gaza. Într-unul din comunicatele FDEP, această filială a fost definită drept „o largă coaliție de luptă creată de revoltă” care „este compusă din principalele forțe active în Teritoriile ocupate reprezentate în sânul OEP […] precum și din alte forțe naționaliste (sau patriotice) […] și din forțele patriotice religioase angajate în programul OEP”. Conform comunicatului, comandamentul urma să-și „asume responsabilitatea pentru alegerea formelor revoltei și a revendicărilor ei pe baza realităților concrete din interior”.
Prima reuniune a comandamentului a fost organizată la domiciliul lui Jamal Zakut. Drept condiție pentru aderarea sa la comandament, Jihadul Islamic a solicitat ca semnătura facțiunii sale să apară alături de cea a comandamentului pe toate documentele. Organizația chiar a încercat să impună introducerea preambulului „În numele lui Allah Cel Milostiv” în toate comunicatele, ceea ce Partidul Comunist Palestinian a refuzat, justificând că acestea sunt documente de ordin politic și nu religios. Membrii filialei comandamentului din Gaza, cu excepția unui reprezentant al Partidului Comunist, erau mai tineri decât cei din Cisiordania, iar pliantele acesteia au fost copii exacte ale celor imprimate de comandamentul de pe malul de vest al Iordanului. Dar comandamentul din Gaza nu a reușit niciodată să aibă aceeași statură ca și ramura din Cisiordania, iar influența sa a fost una limitată.
Spre mijlocul lunii februarie 1988, Shin Beth a dezmembrat gruparea, iar Jamal Zakut a fost mai întâi interogat și a refuzat să colaboreze, iar după mărturiile altor trei alți membri ai mișcării a fost în final deportat în Liban. Ulterior acestor incidente, comandamentul din Gaza n-a mai publicat comunicate decât sporadic, ca o simplă filială a Comandamentului Național Unificat al Intifadei care își avea activitatea în zona urbană a Ierusalimului.

## Membrii Comandamentului Unificat

### Fatah
Direcția de mers a Intifadei era în principiu determinată de gruparea Fatah, care oscila între linia dură propovăduită de Frontul Popular pentru Eliberarea Palestinei și poziția mai moderată a Partidului Comunist Palestinian.

### Partidul Comunist Palestinian
Contrar altor organizații palestiniene, Partidul Comunist Palestinian era condus de persoane care locuiau în teritoriile palestiniene ocupate, care nu primeau instrucțiuni din străinătate și care nu depindeau de birouri executive exilate în afara granițelor. Liderul său, Bashir Barghouti, numea Comandamentul Național Unificat drept „un excrement birocratic” și îl considera un „exemplu dezolant” al manierei în care OEP căuta să-și impună punctele de vedere. Membrii partidului criticau obediența anumitor membri ai comandamentului cel puțin față de Arafat deoarece, potrivit lor, conducătorii din Tunis nu cunoșteau situația reală din teritorii și nu erau capabili să gestioneze Intifada. Din acest motiv, ei au cerut o libertate deplină de inițiativă. În ciuda rezervelor sale, partidul nu a refuzat să se alăture comandamentului, dar a lăsat să se înțeleagă că nu împărtășește ideile altor organizații și nici maniera lor de acțiune. 
Partidul Comunist a fost utilizat în special pentru acțiunile rapide, deoarece structura sa și prezența liderilor săi în teritoriile ocupate îi permiteau o executare eficace a ordinelor. Partidul era în favoarea unei Intifade nonviolente. El s-a opus cererilor Frontului Popular, care milita pentru escaladarea violențelor, preferând să-și îndrepte energia spre organizarea schimburilor de opinii, în special în ziarul partidului, Al Watan, care promova recunoașterea statului Israel în frontierele din 1967 și disocierea de „terorism”. Partidul a cerut chiar publicarea unui manifest în ebraică pentru a sensibiliza populația israeliană, dar Frontul Popular a refuzat. În chestiunile politice comuniștii se găseau izolați. Ei se opuneau ideilor care chemau la distrugerea administrației civile și la ruptura cu economia israeliană. Pentru ei, frontierele viitorului stat palestinian se situau pe linia verde și vedeau Intifada ca pe o luptă îndreptată împotriva ocupației, nu împotriva existenței Israelului, dar eforturile lor n-au servit la nimic, iar comuniștii s-au aflat mereu în conflict cu alte grupări palestiniene care se opuneau liniei lor politice moderate. Frontul Popular pentru Eliberarea Palestinei, prin vocea secretarului general Abu Ali Mustafa, a acuzat Partidul Comunist de trădare a liniei oficiale a OEP prin susținerea discuțiilor directe cu Israelul, recunoașterea mutuală și acceptarea frontierelor din 1967.

## Noua generație
În primele câteva luni ale revoltei întrunirile comitetelor populare erau încă legale, dar pe măsură ce liderii CNUI au început să fie arestați mișcarea a devenit una subterană. Vechile personalități proeminente care dominaseră anterior politica palestiniană au fost treptat înlocuite de politicieni mai tineri, apăruți dintre cadrele CNUI.
Un exemplu este Shabibeh, o mișcare palestiniană de tineret activă în timpul Intifadei, care a supraviețuit represaliilor israeliene datorită unei infuzii de membri noi, cu vârstele cuprinse între 14 și 17 ani. Conform unui lider al Shabibeh, „s-au efectuat numeroase arestări, dar e în general vorba de oameni care au mai trecut prin închisoare, oameni pe care israelienii îi cunosc deja. Dar acum crește o nouă generație de oameni necunoscuți israelienilor”.